# 施塔恩贝格县
施塔恩贝格县（Landkreis Starnberg）是德国巴伐利亚州的一个县，隶属于上巴伐利亚行政区，首府施塔恩贝格。

## 地理
施塔恩贝格县北面与菲斯滕费尔德布鲁克县，东面与慕尼黑县，东南面与巴特特尔茨-沃尔夫拉茨豪森县，南面与魏尔海姆-雄高县，西面与莱希河畔兰茨贝格县相邻。

## 姐妹市
- 中華民國新北市[1]
- 中華民國花蓮縣[2]